# Burnham Thorpe

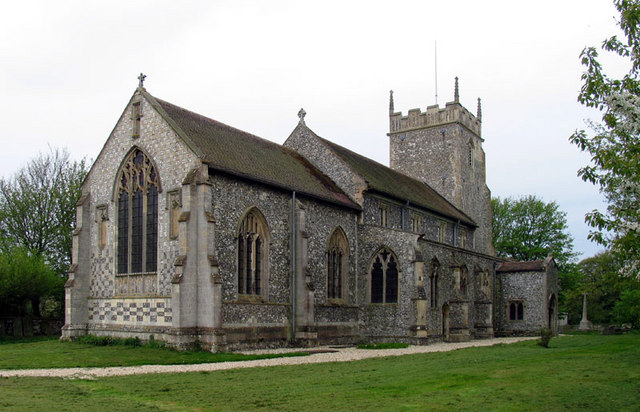
Kościół w Burnham Thorpe

Burnham Thorpe – wieś w hrabstwie Norfolk w Wielkiej Brytanii.
Wieś znana jest głównie z tego, że tutaj urodził się i wychowywał Horatio Nelson, admirał brytyjski w czasie wojen napoleońskich, którego ojciec był pastorem w miejscowej parafii. Inne znane osoby pochodzące z tej miejscowości to aktorka Miranda Raison (ur. 1980) i baron Solly Zuckerman, zoolog i doradca aliantów ws. strategii bombardowań podczas II wojny światowej.